# Effet pervers

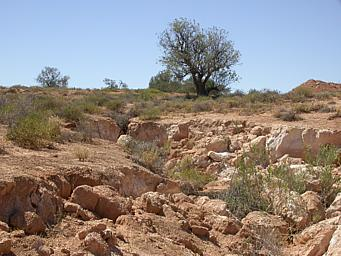
Le ravinement en Australie causé par les lapins.
La libération de lapins en Australie à des fins de chasse a eu de graves conséquences écologiques non voulues.

On nomme effet pervers un résultat non désiré et fâcheux d'une action qui se retourne contre les intentions de ceux qui l'ont engagée, selon la formule « l'enfer est pavé de bonnes intentions ».

## Définition
Un effet pervers peut se traduire par :
- de simples difficultés et obstacles pour atteindre le résultat ;
- une action en retour partiellement opposée au système sur lequel on agit (par exemple : loi Le Chatelier) ;
- des effets particulièrement malencontreux contre toute attente (« loi de Murphy ») ;
- un résultat contreproductif ou désastreux, parce qu'annulant, voire aboutissant à l'inverse de celui recherché (effet boomerang).

Ces résultats « contreproductifs », ces « dommages collatéraux », « effets secondaires » et « conséquences non désirées », sont nombreux, tant dans la vie courante, que dans les domaines concernant la société : politique, économique, du managérial, social, juridique, militaire, culturel, etc. :
- ce ne sont pas tous les résultats non désirés et autres effets imprévus qui sont fâcheux ;
- certaines découvertes utiles (pénicilline et aussi Post-it, bêtise de Cambrai ou essuie-tout) ont été faites « par accident », voire « par erreur », en contradiction avec l'objectif initial ou la procédure considérée normale (sérendipité). Il ne s'agit pas alors d'effets pervers ;
- certaines actions peu performantes par rapport aux objectifs peuvent avoir des retombées positives « à quelque chose malheur est bon » pour rester dans le domaine des proverbes.
- l'effet pervers est distinct des sacrifices nécessaires à l'action (« on ne fait pas d'omelette sans casser des œufs ») et autres dommages collatéraux prévisibles et prévus (par exemple dans le cadre des actions de guerre).

## Causes
Le fonctionnement est en général le suivant : on établit qu'une action va avoir un résultat heureux, mais on oublie que ce résultat n'est obtenu que toutes choses égales par ailleurs ; or, très souvent, l'action a pour effet de modifier les conditions initiales, de sorte que le résultat obtenu est différent de celui prévu.
Les effets pervers peuvent être dus : 
- à des travers cognitifs et émotionnels relevant de la psychologie sociale,
- à des éléments ignorés au moment de la décision, que cette ignorance soit générale (les connaissances étant insuffisantes) ou seulement limitée au cercle décisionnaire (qui ignore les avertissements clairement énoncés de gens mieux avertis) .

Certains effets pervers sont clairement identifiés :
- l'effet d'aubaine : une proposition prévue dans un certain cadre attire des gens qui n'étaient pas censés en profiter, ce qui multiplie les dépenses par 10 ou 100, sans effet sur le résultat. Par exemple, le guide Michelin est resté gratuit (publicité pour la marque doublée d'une incitation à consommer du pneu pour se rendre aux tables qui « méritent un détour » ou « valent le voyage ») jusqu'à ce que l'un des directeurs de Michelin découvre que certains garagistes les utilisaient comme cales bon marché[1] ;
- l'effet d'éviction : l'action nouvelle a pour effet de rendre inefficace une autre action antérieure, au lieu d'y ajouter son effet (typique en matière commerciale : le nouveau produit se substitue à un ancien, au lieu d'élargir le marché) ;
- l'« adaptation » ou effet de sélection. Typique en matière fiscale, à l'exemple de l'impôt sur les portes et fenêtres qui conduisit à boucher nombre de ces ouvertures.

La vérité des prix est souvent (dans les quelques cas où on peut l'appliquer) un bon obstacle aux effets pervers et aux gaspillages.

## Exemples

### Ajustement de tarifs
Lors de la crise pétrolière de 1973, la France décida de moins répercuter la forte augmentation de la facture pétrolière sur l'électricité industrielle, outil de compétitivité économique, que sur l'électricité domestique consommée par les citoyens.
La mesure était a priori excellente. On s'aperçut toutefois au bout de deux ans que le coût de fabrication de l'aluminium était essentiellement celui de l'électricité servant à électrolyser l'alumine. Si cette électricité était vendue par un artifice comptable en dessous de son prix de revient, l'industrie métallurgique française, qui exportait une grande partie de sa production, exportait donc indirectement de l'énergie transformée, et ce à perte. Le problème fut corrigé mais aurait pu passer inaperçu pendant des années, s'amplifiant même (autre effet pervers) du fait que l'aluminium français devenait de cette façon étonnamment compétitif sur le marché international.

### La vitre brisée de Frédéric Bastiat
Casser une vitre n'est pas en général une opération intentionnelle, mais on lui attribuait parfois des effets bénéfiques (« faire marcher l'industrie »). Frédéric Bastiat mit en évidence dans son essai Ce qu'on voit et ce qu'on ne voit pas qu'il n'en était rien et que même le bris de cette vitre avait son effet pervers, à savoir que s'il encourageait de façon visible l'industrie du verre, il retirait de façon invisible la somme correspondant à tout autre emploi, se traduisant par une perte pour le propriétaire de la vitre et pour l'industrie en général.